# Slibdrooginstallatie

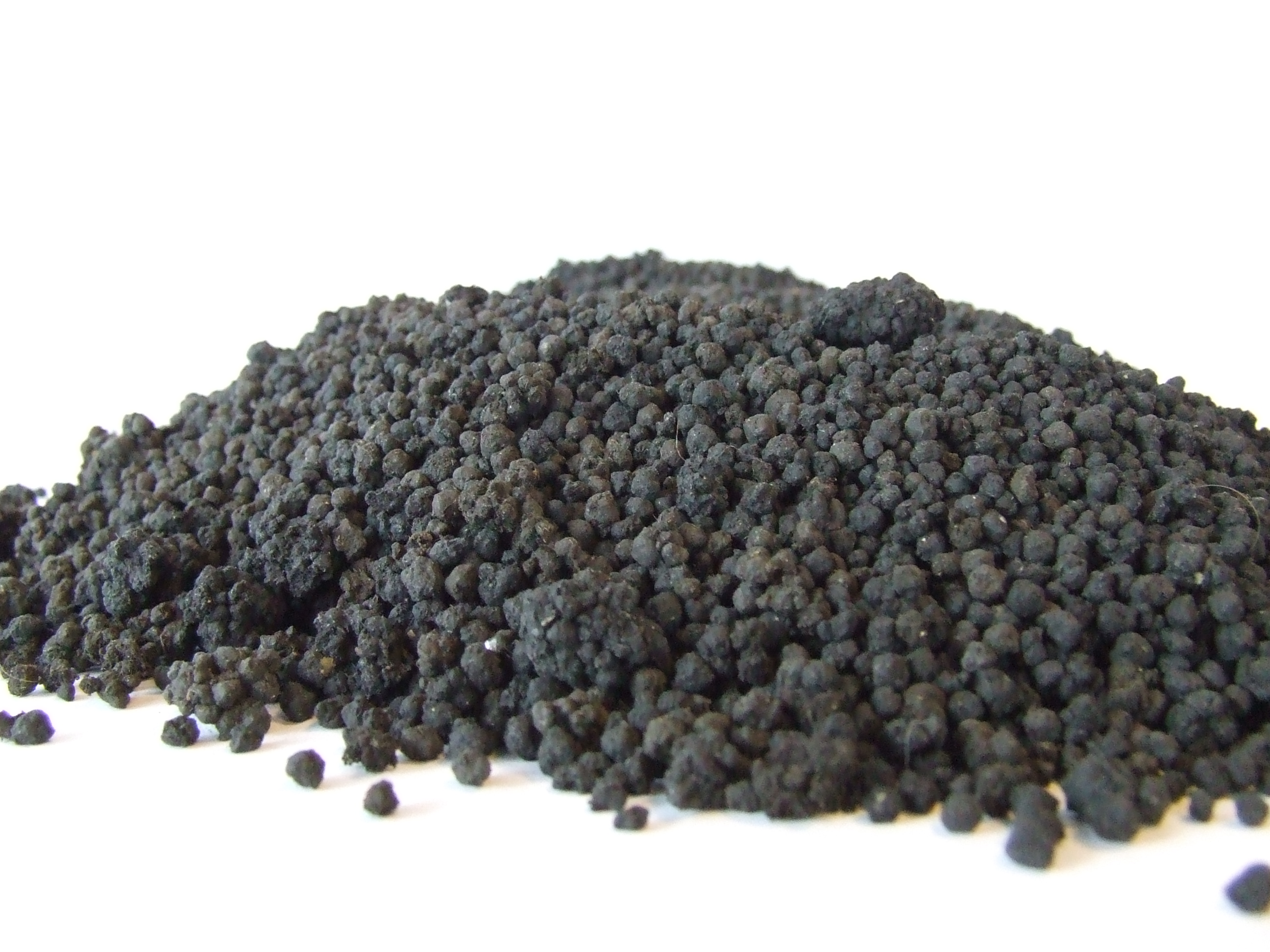
Slibkorrels

Een slibdrooginstallatie (SDI), ook wel Slibontwateringsinstallatie (SOI), is een installatie waarin slib wordt gedroogd dat afkomstig is van rioolwaterzuiveringsinstallaties.
Het slib wordt gedroogd zodat het kan dienen als secundaire brandstof voor cementovens en elektriciteitscentrales. Om het met water verzadigde slib te kunnen gebruiken als brandstof dient het met een slibdrooginstallatie gedroogd te worden.
Het slib wordt, voordat het naar een slibdrooginstallatie wordt getransporteerd, ontwaterd door centrifuges, decanteercentrifuges, zeefbandpersen, schroefpersen, filterkamerpersen of bandindikkers. Combinaties van apparatuur komen ook voor. Het ontwaterde slib heeft een drogestofgehalte van circa 21% als het wordt gestort in de voorraadsilo's van de slibdrooginstallatie. Van hieruit wordt het slib naar een droger geleid, bijvoorbeeld een wervelbeddroger, een banddroger, een trommeldroger of een etagedroger. In deze droger wordt het materiaal door middel van warme lucht, stoom of thermische olie verder van water ontdaan waarna het een droogstofgehalte heeft van ongeveer 95%.
In Nederland gebeurt het drogen van slib in slibdrooginstallaties te Beverwijk, Garmerwolde, Heerenveen en Susteren. De hoeveelheid mechanische ontwaterd slib in Nederland neemt langzaam af. De slibdrogers in Hoensbroek en Venlo zijn mede daarom inmiddels uit bedrijf genomen. Het drogen van zuiveringsslib in Amsterdam is vervangen door bijstoken in de afvalverbrandingsinstallatie van het Afval Energie Bedrijf. Op het hoogtepunt van deze vorm van verwerking werd 25% van het in Nederland geproduceerde rioolwaterzuiveringslib gedroogd. In België bevinden zich slibdrogers te Brugge, Houthalen, Leuven en Deurne.
Het eindproduct van het gedroogde slib is granulaat dat een verbrandingswaarde heeft van circa 14 MJ/kg. Hierdoor is het uitstekend geschikt voor cementovens en elektriciteitscentrales als secundaire brandstof. In Moerdijk bevindt zich een grote slibverbrander, waar veel slibdrooginstallaties hun product ter verbranding naartoe zenden. Hier tracht men ook het fosfaat, dat zich in de asrest bevindt, terug te winnen.